# Rita Brunetti
Rita Brunetti (Milano, 23 giugno 1890 – Pavia, 28 giugno 1942) è stata una fisica italiana.

## Biografia
Dopo il diploma di maturità classica, nel 1913 ottenne la laurea in fisica all'Università di Pisa discutendo una tesi sulla spettroscopia, avendo tra i propri maestri anche Antonio Garbasso e Angelo Battelli.
Iniziò la sua attività presso l'Istituto di Studi Superiori di Firenze, che in quegli anni ospitò anche Enrico Persico, Franco Rasetti ed Enrico Fermi. Nei primi anni di  attività svolse un'intensa ricerca spettroscopica riguardante il fenomeno Stark-Lo Surdo, il comportamento degli spettri alle alte frequenze, la teoria dei quanti, l'emissione atomica dei raggi X, le emissioni radioattive.
Con le sue indagini e osservazioni, rilevò la presenza di nuove righe spettrali nell'elio. Nel 1917 ricevette il premio "Sella" dell'Accademia dei Lincei per i suoi studi sulla spettroscopia X caratterizzati da un modello di spiegazione dell'emissione atomica della radiazione basato sulle nuove teorie quantistiche. Durante la prima guerra mondiale fu nominata direttrice dell'Istituto di Arcetri.
Alla metà degli anni venti indagò la struttura della riga spettrale del mercurio, i suoi isotopi, e l'inversione della sua riga azzurra; inoltre, ricercò l'elemento con il numero atomico 61, ancora misconosciuto all'epoca e, in generale, approfondì le conoscenze delle proprietà ottiche degli ioni dei quali mancava una classificazione spettroscopica. Tutte queste indagini erano all'avanguardia e furono contemporaneamente portate avanti da importanti gruppi di ricerca internazionali.
Divulgatrice scientifica, fu una delle maggiori figure spettroscopiste dell'epoca e tra le prime figure italiane a recepire la teoria dei quanti. Nel 1929 ipotizzò, ancora per via classica, il quenching del momento angolare orbitale, contemporaneamente a Edmund Clifton Stoner; fu però quest'ultimo a ottenere i riconoscimenti da parte della comunità scientifica e per questo motivo, la Brunetti polemizzò garbatamente con il collega francese Jean Becquerel. Il fenomeno fu poi descritto in termini quantistici nel 1931.
Si interessò lungamente alle applicazioni della fisica nucleare alle scienze biologiche e mediche.

Nel 1934 entrò a far parte del Comitato di Fisica del Consiglio Nazionale delle Ricerche e da quel momento, stimolata anche da numerosi viaggi in Francia, Germania e Inghilterra, intensificò i suoi studi sulla radioattività, sui raggi cosmici e sulle particelle veloci come il mesone.
Insegnò presso le Università di Ferrara, Cagliari e Pavia. Si occupò, in particolare, di struttura della materia. Coadiuvata da una collaboratrice di prim'ordine, Zaira Ollano, che la seguì da Cagliari a Pavia e l'affiancò per tutta la sua vita, diresse l'Istituto di Fisica Alessandro Volta, di Pavia, potenziandone i laboratori e gli studi di spettroscopia. Ovunque assunse incarichi direttivi, si impegnò per organizzare e valorizzare al meglio le risorse umane e per dotare degli strumenti più adatti i laboratori di ricerca.

## Opere principali
- Il fenomeno Stark-Lo Surdo nell'elio, pubbl. su "Rendiconti della reale Accademia dei Lincei, Classe di scienze fisiche matematiche e naturali", s. V, vol.XXIV, 1915, pp. 719–723
- Il campo magnetico e lo spettro ad alta frequenza degli elementi, "Nuovo Cimento", s.VI, vol.XVI, 1918, pag.5-18
- Il nucleo atomico, pubbl. su "Nuovo Cimento", s.VI, vol.XXII, 1921, pag.216-245
- L'effetto Compton, pubbl. su "Nuovo Cimento", nuova serie, anno III, 1-2, 1926, pag. I-XI
- Sull'azione biologica delle radiazioni dure, pubbl. su "Archivio di fisiologia", vol.XXIV, 1926, pag. 237-253
- L'atomo e le sue radiazioni, Bologna, Zanichelli, 1932
- La fisica moderna e i suoi rapporti con la biologia e la medicina, pubbl. su "Viaggi di studio ed esplorazioni promossi dalla fondazione Volta", vol. IV, Roma, Reale Accademia d'Italia, 1938, pag.15-21
- Onde e corpuscoli, MIlano, Hoepli, 1936

## Intitolazioni

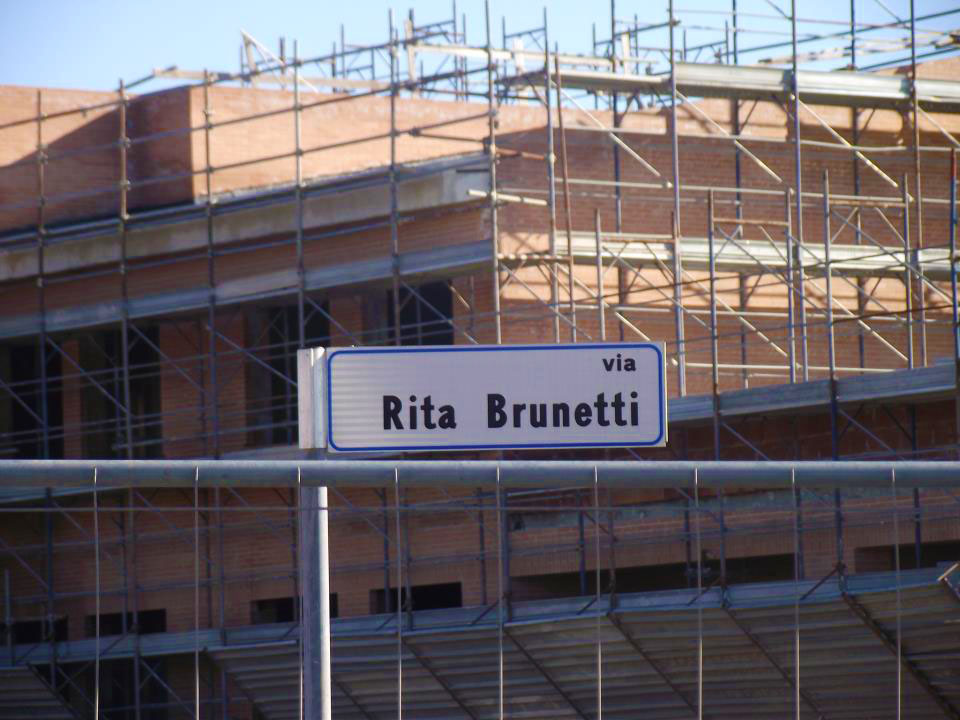
Roma. Via Rita Brunetti

A Rita Brunetti è intitolata una strada romana nel quartiere di Fonte Laurentina-Valleranello.